# Copa d'Europa de clubs d'escacs
La Copa d'Europa de clubs d'escacs (European Club Cup) és una competició d'escacs per equips en el qual s'enfronten els millors clubs d'Europa. S'organitza des del 1976 per l'European Chess Union sota els auspicis de la Federació Internacional d'Escacs. Es va dur a terme inicialment cada tres anys, i llavors cada dos anys i finalment des de 1992 cada any.
El sistema utilitzat ha anat viariant al llarg del temps. A partir de 2000, s'utilitza el Sistema Suís a 7 rondes. Hi ha dues competicions paral·leles: en primer lloc un esdeveniment on es permeten equips mixtes, i en segon lloc, la competició femenina.
Les federacions membres de l'ECU poden inscriure un equip en aquesta competència, els que tenen campionat nacional de clubs poden aportar dos equips, i les cinc federacions més grans poden portar-ne més.

## Palmarès

### Palmarès mixt
| Núm. | Ciutat          | Any  | Guanyador                                                 |
| ---- | --------------- | ---- | --------------------------------------------------------- |
| 0    | Belgrad         | 1956 | Iugoslàvia Partizan Belgrad                               |
| 1    | Belgrad         | 1976 | Unió Soviètica Bourevestnik Moscou · RFA Solingen SG      |
| 2    | Belgrad         | 1979 | Unió Soviètica Bourevestnik Moscou                        |
| 3    | Belgrad         | 1982 | Hongria Spartacus Budapest                                |
| 4    | Belgrad         | 1984 | Unió Soviètica Troud Moscou                               |
| 5    | Belgrad         | 1986 | Unió Soviètica CSKA Moscou                                |
| 6    | Rotterdam       | 1988 | Unió Soviètica CSKA Moscou                                |
| 7    | Rotterdam       | 1990 | Unió Soviètica CSKA Moscou · Alemanya Solingen SG         |
| 8    | Rotterdam       | 1992 | Alemanya Bayern de Múnic                                  |
| 9    | Hilversum       | 1993 | França Lyon Oyonnax                                       |
| 10   | Lió             | 1994 | França Lyon Oyonnax · Bòsnia i Hercegovina Bosna Sarajevo |
| 11   | Ljubljana       | 1995 | Armènia Erevan                                            |
| 12   | Budapest        | 1996 | Rússia Sberbank Tatarstan Kazan                           |
| 13   | Kazan           | 1997 | Rússia Ladia Megregiongaz Azov                            |
| 14   | Belgrad         | 1998 | Països Baixos Panfox Breda                                |
| 15   | Bugojno         | 1999 | Bòsnia i Hercegovina Bosna Sarajevo                       |
| 16   | Neum            | 2000 | Bòsnia i Hercegovina Bosna Sarajevo                       |
| 17   | Panormo         | 2001 | Rússia Nikel Norilsk                                      |
| 18   | Kal·lithea      | 2002 | Bòsnia i Hercegovina Bosna Sarajevo                       |
| 19   | Réthimno        | 2003 | França NAO Chess Club                                     |
| 20   | Izmir           | 2004 | França NAO Chess Club                                     |
| 21   | Saint-Vincent   | 2005 | Rússia Tomsk-400                                          |
| 22   | Fügen           | 2006 | Rússia Tomsk-400                                          |
| 23   | Kemer           | 2007 | Espanya Linex Magic-Merida                                |
| 24   | Chalkidiki      | 2008 | Rússia Oblast de Sverdlovsk Oural                         |
| 25   | Ohrid           | 2009 | Rússia Economist-SGSEU-1 Saratov                          |
| 26   | Plòvdiv         | 2010 | Rússia Economist-SGSEU-1 Saratov                          |
| 27   | Rogaška Slatina | 2011 | Rússia Federació d'escacs de Sant-Petersburg              |
| 28   | Eilat           | 2012 | Azerbaidjan SOCAR Azerbaidjan                             |
| 29   | Rhodes          | 2013 | Txèquia G-Team Nový Bor                                   |
| 30   | Bilbao          | 2014 | Azerbaidjan SOCAR Azerbaidjan                             |
| 31   | Skopje          | 2015 | Rússia Sibèria Novosibirsk                                |
| 32   | Novi Sad        | 2016 | Macedònia del Nord Alkaloid (Skopje)                      |
| 33   | Antalya         | 2017 | Rússia Sibèria Novosibirsk                                |
| 34   | Porto Carras    | 2018 | Rússia Mednyi Vsadnik (Sant Petersburg)                   |
| 35   | Ulcinj          | 2019 | Itàlia Obiettivo Risarcimento (Pàdova)                    |
|      | Internet        | 2021 | Alemanya SF Deizisau e-V                                  |
| 36   | Struga          | 2021 | Rússia Mednyi Vsadnik                                     |
| 37   | Mayrhofen       | 2022 | Txèquia Nový Bor                                          |

### Palmarès femení
| Núm. | Ciutat                    | Any  | Guanyador                                                  |
| ---- | ------------------------- | ---- | ---------------------------------------------------------- |
| 1    | Smederevska Palanka       | 1996 | Iugoslàvia Agrouniverzal Belgrad · Geòrgia Merani Tbilissi |
| 2    | Rijeka                    | 1997 | Iugoslàvia Goša Smederevska Palanka                        |
| 3    | Wuppertal                 | 1998 | Romania AEM-Luxten Timişoara                               |
| 4    | Nova Gorica               | 1999 | Ucraïna Rudenko School Kherson                             |
| 5    | Halle                     | 2000 | Iugoslàvia Agrouniverzal Belgrad                           |
| 6    | Belgrad                   | 2001 | Iugoslàvia Agrouniverzal Belgrad                           |
| 7    | Antalya                   | 2002 | Iugoslàvia BAS Belgrad                                     |
| 8    | Réthimno                  | 2003 | Sèrbia i Montenegro Internet CG Podgorica                  |
| 9    | Izmir                     | 2004 | Geòrgia NTN Tbilissi                                       |
| 10   | Saint-Vincent             | 2005 | Geòrgia NTN Tbilissi                                       |
| 11   | Fügen                     | 2006 | Armènia Mika Erevan                                        |
| 12   | Kemer                     | 2007 | Mònaco CE Monte-Carlo                                      |
| 13   | Chalkidiki                | 2008 | Mònaco CE Monte-Carlo                                      |
| 14   | Ohrid                     | 2009 | Rússia Spartak Vidnoïe                                     |
| 15   | Plòvdiv                   | 2010 | Mònaco CE Monte-Carlo                                      |
| 16   | Rogaška Slatina           | 2011 | Rússia AVS Krasnotourinsk                                  |
| 17   | Eilat                     | 2012 | Mònaco CE Monte-Carlo                                      |
| 18   | Rhodes                    | 2013 | Mònaco CE Monte-Carlo                                      |
| 19   | Bilbao                    | 2014 | Geòrgia Batumi Chess Club « Nona »                         |
| 20   | Macedònia del Nord Skopje | 2015 | Geòrgia Chess Club Nona                                    |